# Marcelino Sanz de Sautuola
Marcelino Sanz de Sautuola, né le 2 juin 1831 à Santander et mort le 30 mars 1888 dans la même ville, est un juriste et préhistorien amateur espagnol. Il a découvert et décrit la grotte d'Altamira, premier site identifié de l'art pariétal en Europe.

## Biographie
Issu d'une famille noble, Marcelino Sanz de Sautuola était cultivé et il avait acclimaté l'eucalyptus en Cantabrie. En 1872, il fut nommé vice-président de la commission des monuments historiques pour la région de Santander.
La grotte d'Altamira était bien connue des habitants du lieu, mais on n'y avait pas attaché beaucoup d'importance jusqu'à ce qu'elle fût « découverte » en 1868 par le chasseur Modesto Peres. Sautuola commença à explorer cette caverne en 1875, sans remarquer les peintures jusqu'en 1879, quand sa fille Maria, âgée de huit ans à l'époque, remarqua soudain que le plafond était couvert d'images de bisons (qu'elle prit pour des taureaux). 
L'année précédente, à l'Exposition universelle de 1878 de Paris, Sautuola avait vu des images semblables gravées sur des objets paléolithiques, il en déduisit fort justement que les peintures elles aussi pourraient dater de cette période. Il engagea donc un archéologue de l'université de Madrid, le professeur Juan Vilanova y Piera, pour l'aider dans son nouveau travail. Celui-ci confirma les suppositions de Sautuola et les deux hommes publièrent en 1880 leurs résultats, qui furent bien accueillis par le public.
Mais le monde scientifique était peu disposé à accepter une telle ancienneté pour ces peintures. Les spécialistes français, sous l'influence de leur maître à penser Gabriel de Mortillet, rejetèrent de la façon la plus ferme l'hypothèse de Sautuola et de Piera. Leurs découvertes furent complètement ridiculisées au Congrès préhistorique qui se tint à Lisbonne en 1880. Du fait de la qualité artistique remarquable des peintures et de l'état exceptionnel de leur conservation, on alla jusqu'à accuser Sautuola d'être un faussaire. Un gentilhomme campagnard soutint même que les peintures avaient été réalisées par un artiste contemporain, sur les ordres de Sautuola.
Ce ne fut qu'en 1902, après que plusieurs autres découvertes de peintures préhistoriques (Font-de-Gaume, Les Combarelles, Marsoulas...) eurent rendu moins surprenante l'hypothèse d'une très grande ancienneté des peintures d'Altamira, que la communauté savante revint sur son opposition aux Espagnols. Cette année-là, l'éminent préhistorien Émile Cartailhac, qui avait été un des plus grands opposants, admit son erreur de façon retentissante dans un article célèbre, sous-titré « Mea-culpa d'un sceptique », publié dans le journal L'Anthropologie. Il se rendit même en Espagne pour présenter ses excuses à la fille de Sautuola.
Mort 14 ans plus tôt, en 1888, Sautuola ne put assister à sa réhabilitation, ni à la confirmation scientifique tardive de ses prémonitions. Les techniques de datation modernes ont confirmé depuis que les peintures de la grotte d'Altamira ont été réalisées entre 15500 et 13500 av. J.-C., au Magdalénien. Dans l'étude de l'art pariétal, les découvertes de Sautuola occupent maintenant une place centrale.
La fille de Sautuola entra plus tard par mariage dans la famille Botín, appartenant à la bourgeoisie cantabrique. Les propriétaires actuels du Banco Santander, Emilio Botín (1934-2014) et sa fille Ana Botín, sont les descendants de Sautuola.